# Bill Russell
William Felton "Bill" Russell, född 12 februari 1934 i West Monroe i Ouachita Parish, Louisiana, död 31 juli 2022 i Mercer Island i King County, Washington, var en amerikansk basketspelare. Han spelade 13 säsonger för Boston Celtics och vann NBA elva gånger. Han är ihågkommen som en av de bästa defensiva centrarna genom tiderna. 
Bill Russell delar rekordet för mest vunna mästerskap i en nordamerikansk sportliga med elva stycken, tillsammans med Henri Richard, som har vunnit elva titlar med Montreal Canadiens i NHL.

## Karriär
Den 2,06 cm långa Russell spelade med McClymonds High School. Han spelade också collegebasket med University of San Francisco som han ledde till NCAA-mästerskap 1955 och 1956. I Russell's collegekarriär hade han i snitt 20,7 poäng och 20,3 returer per match.
Russell blev draftad av St. Louis Hawks men spelade för Boston Celtics från 1956 till 1969, där han vann NBA-mästerskapet varje år förutom 1958 (där Celtics förlorade i finalen) och 1967. I hans första säsong (1957-58) blev han den förste spelaren i NBA:s historia att i snitt ha mer än 20 returer per match i en hel säsong, något han åstadkom i 10 av hans 13 säsonger. Russells 51 returer i en match är näst bäst i NBA efter Wilt Chamberlain som hade 55 returer som bäst. Ett rekord som Russell fortfarande håller är flest returer i en halvlek med 32 st. 
Under sin NBA-karriär tog han totalt 21 620 returer, näst bäst i NBA-historien efter Wilt Chamberlains 23 924.

## Efter karriären
Efter att Russell lade av med basket har han kommenterat basketboll och är författare till ett par böcker, han har även gästspelat i tv-serien Miami Vice som en korrupt domare.

## Lag

### Som spelare
- Boston Celtics (1956–1969)

### Som tränare
- Boston Celtics (1966–1969)
- Seattle SuperSonics (1973–1977)
- Sacramento Kings (1987–1988)